# Шварценберг, Полина
Полина Шварценберг, урожденная Аренберг (2 сентября 1774 – 1 июля 1810) - дворянка из семьи герцогов Аренберг, супруга принца Иосифа II Шварценберга. Погибла во время пожара на балу по случаю свадьбы императора Наполеона с эрцгерцогиней Марией-Луизой Австрийской.

## Биография
Полина — старшая дочь Луи-Энжельбера (1750-1820), герцога Аренберга и Полины-Луизы-Антуанетты-Кандиды де Бранка (1755-1812), дочери Луи-Леона де Бранкас, герцога Виллар, графа Лораге.

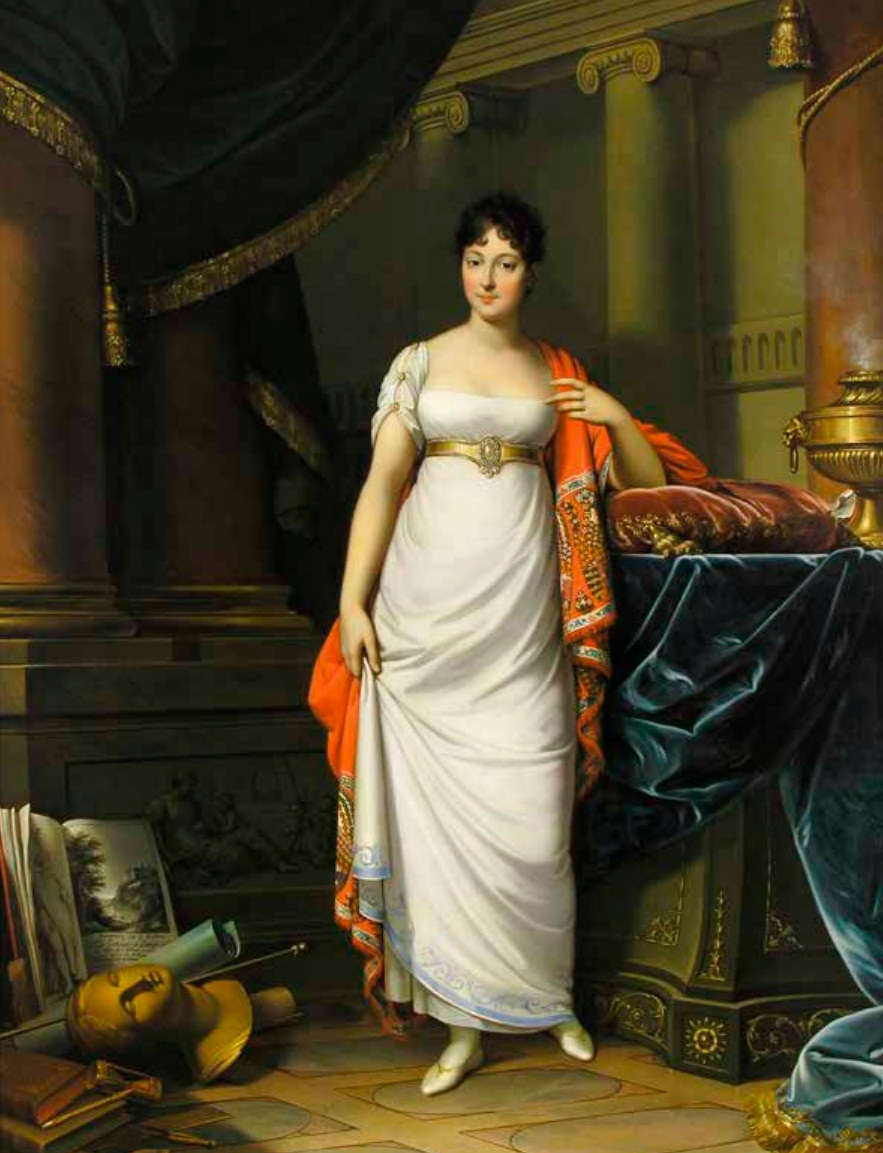
Паулина Шварценберг

В юности она жила в замке Эверле на территории современной Бельгии. Ее образование состояло из изучения иностранных языков, каллиграфии, рисования, музыки, танцев, верховой езды и катехизиса. Из записей в ее дневнике, который она вела, можно прочитать о ее большом интересе к искусству и культурной жизни.
Она вышла замуж 25 мая 1794 за Иосифа II Шварценберга (1769-1833), 6-го  принца Шварценберга, герцога Чески-Крумлов.
Воспитывая детей, она продолжала рисовать и писать картины, а с 1803 года вместе со своим учителем, живописцем Францем Фердинандом Ранком готовила в графической технике офорта виды усадеб Шварценбергов и интерьеров особняков. До наших дней сохранилось множество рисунков и гравюр, созданных ею во время пребывания в замках Глубока-над-Влтавой и Червены-Двур. Она также часто бывала в Вене и в Крумловском замке. Продолжала поддерживать контакты с окружением посредством переписки, отсылая и получая около тридцати писем в месяц. Также она часто участвовала в различных театральных постановках и балах. В конце XVIII века на общественном уровне вошли в моду так называемые салоны, т. е. получастные встречи, проходившие в квартире одного из участников. Павлина особенно любила те салоны, где она могла развивать свой интеллект, то есть салоны, в программу которых входили политические или философские дебаты. Она также занималась любительским театром, сама появляясь в некоторых ролях (например, в 1805 году в роли ангела).

## Брак и дети
Ожидалось, что Иосиф II фон Шварценберг женится на одной из высокопоставленных имперских дворянок. Герцоги Аренбергские принадлежали к старинному роду, а Луи-Энжельбер, отец Павлины, был сенатором. По общему мнению, это был брак по расчету, но брак был счастливым с самого начала.
За шестнадцать лет брака у Павлины родилось 10 детей: шесть дочерей и четыре сына, но один сын родился мертвым. Самый старший ребенок родился через два года после свадьбы.
Интересно, как она относилась к своим детям. Она заботилась обо всех, а также кормила грудью своих детей, начиная с пятого ребенка, что было необычно в то время. В воспитании детей старалась следовать советам Жан-Жака Руссо, который в своих произведениях изложил культ так называемой nouvelle mére («новой матери»). В 1803 году она сделала своим детям прививку от оспы.
- Мария Элеонора (1796-1848), замужем за Альфредом I Виндишгрец;
- Мария Паулина (1798-1821), жена Эдуард Шёнбург-Хартенштейн;
- Иоганн Адольф II (1799-1888), жена - Элеонора Мария Лихтенштейнская (1812-1873), 2 детей
- Феликс (1800-1852);
- Людовика Элеонора Франческа Вальбурга (1803-1884), замужем за вдовцом своей старшей сестры Эдуард Шёнбург-Хартенштейн;
- Мария Матильда (1804-1886), инвалид;
- Мария Каролина (1806-1875), замужем за Фердинандом Карелом Бреценхайм-Регеч;
- Мария Анна Берта Стефания (1807-1883), жена Августа Лонгина Лобковича;
- Фридрих Иоганн (1809-1885), кардинал, архиепископ.

## Смерть
В 1810 году она поехала в Париж с мужем и двумя дочерями. Здесь в воскресенье, 1 июля, она посетила бал, устроенный в австрийской дипломатической миссии в честь бракосочетания Наполеона с эрцгерцогиней Марией-Луизой Австрийской. Организатором бала выступил посол Австрии и зять Павлины Карл Филипп Шварценберг. Австрийская дипломатическая миссия располагалась во дворце Монтессон, построенном для мадам де Монтессон, любовницы Луи-Филиппа Орлеанского. В саду стоял временный деревянный зал на 1200-1500 гостей. Во время бала была опрокинута горящая свеча, из-за чего начался пожар, в результате которого погибли или серьезно пострадали несколько десятков человек. Паулина пыталась найти в горящем зале двух своих дочерей и спасти их. Однако во время обыска на нее обрушился потолок и Паулина погибла. В ее смерти не было необходимости: к тому времени обе дочери были в безопасности снаружи.
Ее муж больше не женился. Его сестра Элеонора Жофе Шварценберг (1783–1846) взяла на себя воспитание осиротевших детей Полины.